# Гельмут Шен
Ге́льмут Шен (нім. Helmut Schön, 15 вересня 1915, Дрезден — 23 лютого 1996, Вісбаден) — німецький футболіст і футбольний тренер. До 2012 року був єдиним головним тренером, що вигравав і чемпіонат світу, і чемпіонат Європи; в 2012 році його досягнення повторив Вісенте дель Боске.

## Досягнення гравця
З 1937 по 1941 рік Шен провів 16 ігор за збірну Німеччини і забив 17 голів. З командою «Дрезднер СК» ставав чемпіоном Німеччини в 1943 і 1944 роках.
З командою «СГ Дрезден-Фрідріхштадт» посів у 1950 році друге місце в чемпіонаті НДР.

## Досягнення тренера
Тренував збірну Саару, взяв з нею участь у відбіркових іграх чемпіонату світу 1954.
Збірна Німеччини з футболу під керівництвом Шона зайняла друге місце на чемпіонаті світу 1966, третє місце на чемпіонаті світу 1970, стала чемпіоном Європи 1972, чемпіоном світу 1974 року і зайняла друге місце на чемпіонаті Європи 1976.

## Статистика
|                     | Ігри | Голи |
| ------------------- | ---- | ---- |
| збірна Німеччини    | 16   | 17   |
| Чемпіонат Німеччини | 38   | 38   |
| Регіональна ліга    |      | 164  |
| Кубок Німеччини     | 20   | 26   |
| Чемпіонат НДР       | 9    | 11   |
| Всього              |      | 256  |

## Титули й досягнення
Гравець
- Володар Кубка Німеччини: 1940, 1941
- Володар Суперкубка Німеччини: 1941

Тренер
- Віцечемпіон світу: 1966
- Бронзовий призер чемпіонату світу: 1970
- Чемпіон Європи: 1972
- Віцечемпіон Європи: 1976